# Петар Багратион
Петар Иванович Багратион (груз. პეტრე ივანეს ძე ბაგრატიონიn, рус. Пётр Ива́нович Багратио́н; Кизљар, 1765 — Сима, 12. септембар 1812) је био руски генерал и војсковођа пореклом из грузијске краљевске породице. Био је ученик и савременик Суворова и Кутузова и постао је херој за време одбране Русије од Наполеонове инвазије 1812. године.

## Рани походи
Војну службу започео је 1782. и неколико година је служио на Кавказу. Учествовао је у опсади Очакова (1788), у Руско-турском рату (1787—1792) и у походу у Пољској (1794). Суворов је ценио Багратиона, па је Багратион био његов пратилац походима у Италији и Швајцарској 1799. године. Посебно се истакао заузимањем града Бреше.

## Учешће у ратовима
Посебно се истакао у ратовима 1805. године. Са малом заштитницом успешно је одолевао упорним нападима пет пута бројније војске у бици код Холабруна 1805. године. Пола људства му је тада страдало, али омогућио је успешно повлачење главнини војске са Кутузовом на челу. У бици код Аустерлица 2. децембра 1805, борио се против левог крила француске војске под командом Жоашена Мира и Жана Лана. Борио се храбро и упорно у биткама код Ејлауа, Хајлсберга и бици код Фридланда.
У Финском рату 1808, командовао је дивизијом и корпусом. Посебно се исказао смионим маршом преко смрзнутог Финског залива, када је заузео Оландска острва. Током 1809, предводио је руску војску против Турака у биткама код Расове и Татарице. Унапређен је 1809. у генерала пешадије. Због акција током тих година Лав Толстој га је описао у роману Рат и мир.

## Наполеонова инвазија Русије и смрт Багратиона
Багратион је 1812. командовао 2. армијом на западу. Иако је био поражен у бици код Могилева 23. јула 1812. придружио се главној армији Барклеја де Толија. У бици код Бородина 7. септембра 1812. предводио је лево крило и тада је смртно рањен. Умро је 12. септембра 1812. Цар Николај I Павлович изградио је споменик Багратиону на попришту битке код Бородина.
Стаљин је офанзиву од 22. јуна 1944. назвао Операција Багратион. Када је Совјетски Савез анектирао 1945. немачки град Ејлау, где је била битка 1807, град је добио назив Багратионовск.